# Johannes Spörl

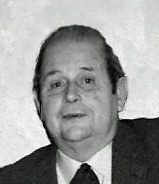
Johannes Spörl 1975

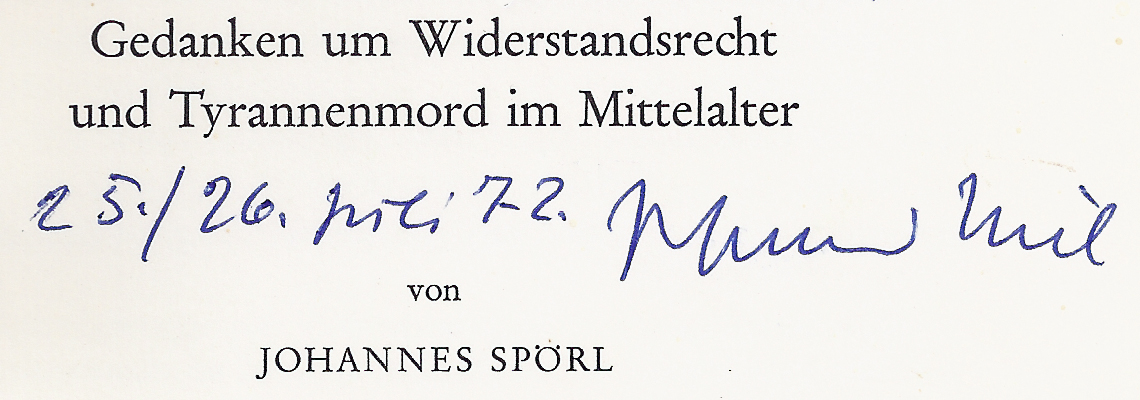
Widerstandsrecht. Darmstadt 1972

Johannes Spörl (* 5. September 1904 in München; † 19. April 1977 ebenda) war ein deutscher Historiker und langjähriger Herausgeber des Historischen Jahrbuchs der Görresgesellschaft.

## Leben
Johannes Spörl studierte an den Universitäten München und Bonn Geschichte und wurde 1930 mit einer Studie über Das Alte und das Neue im Mittelalter. Studien zum Problem des mittelalterlichen Fortschrittsbewußtseins in München promoviert. Er habilitierte sich an der Albert-Ludwigs-Universität Freiburg bei Philipp Funk. Von 1934 bis 1940 war er dort Privatdozent. Im Zweiten Weltkrieg leistete er Militärdienst und geriet in Kriegsgefangenschaft. Spörl war Herausgeber des Historischen Jahrbuches der Görres-Gesellschaft (1937–1977, Unterbrechung im Zweiten Weltkrieg). Seit 1934 war er Mitglied der SA und wurde 1940 Mitglied der NSDAP. Doch in dem von ihm herausgegebenen und 1944 eingestellten Historischen Jahrbuch „war die Existenz des Nationalsozialismus kaum zu spüren“. Im August 1941, kurz nach Beginn des Angriffs auf die Sowjetunion, erschien in den Weißen Blättern eine Abhandlung Spörls zu dem teils kriegerisch ausgetragenen achtzehn Jahre andauernden Machtkampf Friedrich Barbarossas mit dem Papsttum.
Seit 1947 lehrte er als Professor für mittelalterliche Geschichte in München. 1950 wurde er in Freiburg zum Honorarprofessor ernannt. Von 1953 bis 1954 und von 1969 bis 1970 war er Dekan der Philosophischen Fakultät in München. Innerhalb der Görres-Gesellschaft war er ab 1949 Leiter der historischen Sektion und ab 1952 Vizepräsident. Er war ein enger Freund Romano Guardinis, gehörte dem Freiburger Kreis um Karl Färber an und war Mitglied der Quickborn-Bewegung. Spörl wurde 1964 der Bayerische Verdienstorden verliehen.

## Schriften
Monographien
- Das Alte und das Neue im Mittelalter. Studien zum Problem des mittelalterlichen Fortschrittsbewußtseins. Dissertation, München 1930; in: Historisches Jahrbuch. Bd. 50 (1931), S. 297–341, 498–524.
- Grundformen hochmittelalterlicher Geschichtsanschauung. Studien zum Weltbild der Geschichtsschreiber des 12. Jahrhunderts. Hueber, München 1935 (2., unveränderte Auflage. Reprografischer Nachdruck der 1. Auflage. Wissenschaftliche Buchgesellschaft, Darmstadt 1968).

Herausgeberschaften
- Zwischen Wissenschaft und Politik. Festschrift für Georg Schreiber. Alber, München u. a. 1953.
- mit Laetitia Boehm: Die Ludwig-Maximilians-Universität in ihren Fakultäten. Teil 1. Duncker & Humblot, Berlin 1972, ISBN 3-428-02702-7; Teil 2. Duncker & Humblot, Berlin 1980, ISBN 3-428-04737-0.